# Monastère Saint-Georges
Pour les articles homonymes, voir Monastère Saint-Georges (homonymie).
Le monastère Saint-Georges (en arabe : دير مار جرجس) est un monastère chrétien parmi les plus anciens du monde, puisqu'il a été fondé au VIe siècle par l'empereur Justinien. Il se trouve en Syrie à Mechtayé, dans la vallée des Chrétiens (dont vingt-sept des trente-deux villages sont chrétiens), non loin au nord du Krak des Chevaliers à 65 kilomètres de la ville de Homs. Il est situé au bord de l'ancienne route romaine reliant les villes côtières à l'intérieur du pays. Ce monastère masculin appartient à l'Église orthodoxe du patriarcat d'Antioche. Le rite est byzantin et la langue de culte l'arabe. Il est voué à saint Georges. Son abbé en 2013 est le Père Jean (Yadzighi), ancien doyen de la faculté de théologie de Balamand.
L'église abbatiale principale a été reconstruite en 1857. Les bâtiments du monastère remontent à l'époque byzantine.
La fête de la Saint-Georges (en mai) et celle de l'Exaltation de la Sainte-Croix (en septembre) donnent lieu à de grandes cérémonies et réjouissances populaires. Le monastère organise le catéchisme des enfants des environs et des camps de vacances pour la jeunesse.
En août 2013, le Monastère a été attaqué par des extrémistes islamistes,.